# Laura Benkarth

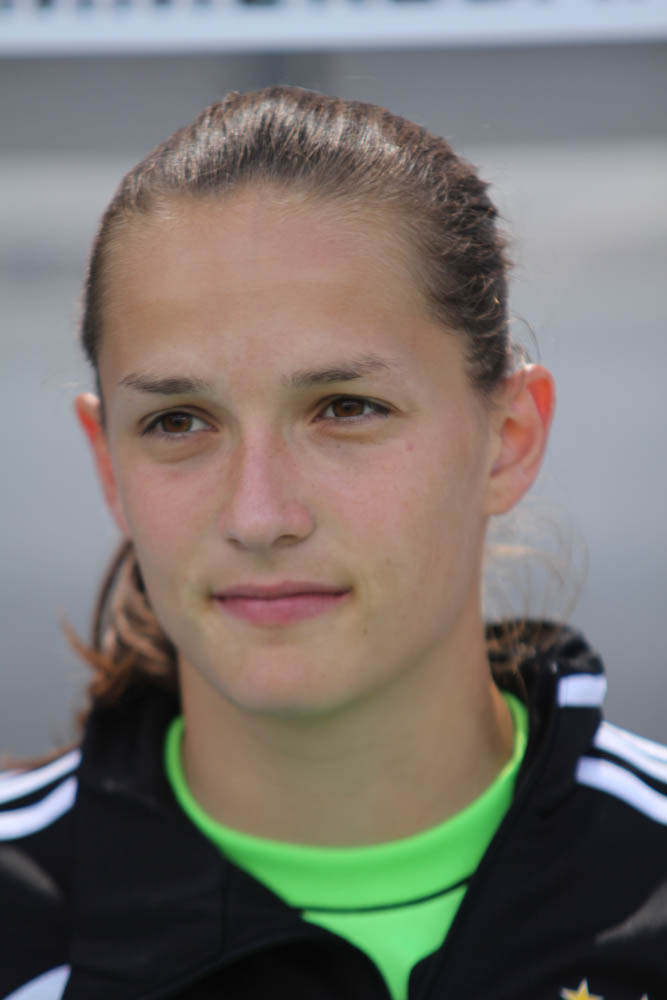
Laura Benkarth (2013)

Laura Benkarth, född den 14 oktober 1992 i Freiburg im Breisgau, är en tysk fotbollsspelare (målvakt) som spelar för Bayern München och det tyska landslaget. Hon har tidigare representerat SC Freiburg. I landslaget har hon mestadels agerat reservmålvakt och hittills i karriären har hon gjort 8 landskamper för Tyskland.